# Resolution Island (Nunavut)
Resolution Island (inuktitut: Tutjah) – wyspa na Morzu Labradorskim, położona przy południowo-wschodnim brzegu Ziemi Baffina, u wejścia do cieśnina Davisa na terytorium Nunavut, w Kanadzie. Zajmuje powierzchnię 1015 km². W języku lokalnych Inuitów wyspa nosi nazwę Tutjah, która oznacza "miejsce, w którym lądują ptaki".
Odkrył ją angielski podróżnik Martin Frobisher, który jako pierwszy wylądował na wyspie 28 lipca 1576.